# Lac du Paradis
Pour les articles homonymes, voir Paradis (homonymie) et Tianchi.
Le lac du Paradis (coréen : 천지¸ Chonji et chinois : 天池 ; pinyin : tiānchí) est un lac de cratère situé sur la frontière entre la Chine et la Corée du Nord. Il se trouve au creux d’une caldeira au sommet du mont volcanique Paektu (coréen:  Paektusan ; chinois : Changbai shan). Le lac se trouve à cheval entre les provinces de Ryanggang en Corée du Nord et de Jilin au nord-est de la Chine.

## Géographie
Sa superficie est de 9,82 km2, avec une longueur nord-sud de 4,85 km et une largeur est-ouest de 3,35 km. Sa profondeur moyenne est de 213 m, avec un maximum de 384 m. De la mi-octobre à la mi-juin le lac est gelé. C'est la source de l'Erdaobai, une des rivières qui forment la Songhua.
Dans la littérature chinoise ancienne, Tianchi voulait aussi dire Nanming (南冥, nánmíng, « profondeur du sud »). D’autres lacs Tianchi portent le même nom dans le Xinjiang et à Taïwan.
D'après sa biographie officielle, l'ancien dirigeant nord-coréen Kim Jong-il serait né près du lac, sur le mont Paektu.
Selon une croyance très répandue, le lac abriterait le monstre du lac Tianchi (en). On ignore s'il a un lien avec le monstre légendaire Kun.